# Lijst van 3FM Megahits in 2014
Deze hits waren in 2014 3FM Megahit op 3FM:
| Nr.  | Week    | Artiest                                                     | Titel                                                       | Hoogste positie in de 3FM Mega Top 50                       |
| ---- | ------- | ----------------------------------------------------------- | ----------------------------------------------------------- | ----------------------------------------------------------- |
| -    | Week 1  | Geen 3FM Megahit in verband met de Top Serious Request-week | Geen 3FM Megahit in verband met de Top Serious Request-week | Geen 3FM Megahit in verband met de Top Serious Request-week |
| 1041 | Week 2  | Fatboy Slim, Riva Starr & Beardyman                         | Eat Sleep Rave Repeat (Calvin Harris Remix)                 | 1(1wk)                                                      |
| 1042 | Week 3  | Jett Rebel                                                  | Tonight                                                     | geen notering                                               |
| 1043 | Week 4  | Blaudzun                                                    | Promises of No Man’s Land                                   | 32                                                          |
| 1044 | Week 5  | London Grammar                                              | Strong                                                      | 19                                                          |
| 1045 | Week 6  | George Ezra                                                 | Budapest                                                    | 2                                                           |
| -    | Week 7  | Geen 3FM Megahit in verband met de Zeroes Request-week      | Geen 3FM Megahit in verband met de Zeroes Request-week      | Geen 3FM Megahit in verband met de Zeroes Request-week      |
| 1046 | Week 8  | Clean Bandit & Jess Glynne                                  | Rather Be                                                   | 1(10wk)                                                     |
| 1047 | Week 9  | Chef'Special                                                | In Your Arms                                                | 12                                                          |
| 1048 | Week 10 | Snow Patrol                                                 | I Won't Let You Go                                          | geen notering                                               |
| 1049 | Week 11 | SOHN                                                        | Artifice                                                    | geen notering                                               |
| 1050 | Week 12 | Route 94 & Jess Glynne                                      | My Love                                                     | 8                                                           |
| 1051 | Week 13 | Family of the Year                                          | Hero                                                        | 15                                                          |
| 1052 | Week 14 | The Black Keys                                              | Fever                                                       | geen notering                                               |
| 1053 | Week 15 | Kensington                                                  | Streets                                                     | 11                                                          |
| 1054 | Week 16 | Ed Sheeran                                                  | Sing                                                        | 10                                                          |
| 1055 | Week 17 | Bade                                                        | Hide No More                                                | geen notering                                               |
| 1056 | Week 18 | Dotan                                                       | Home                                                        | 1(4wk)                                                      |
| 1057 | Week 19 | The War on Drugs                                            | Red Eyes                                                    | geen notering                                               |
| 1058 | Week 20 | Tove Lo & Hippie Sabotage                                   | Stay High (Habits Remix)                                    | 1(1wk)                                                      |
| 1059 | Week 21 | Usher                                                       | Good Kisser                                                 | geen notering                                               |
| 1060 | Week 22 | Robyn & Röyksopp                                            | Do It Again                                                 | 34                                                          |
| 1061 | Week 23 | Twin Atlantic                                               | Heart & Soul                                                | geen notering                                               |
| 1062 | Week 24 | Fink                                                        | Looking Too Closely                                         | 39                                                          |
| 1063 | Week 25 | Stromae                                                     | Ta fête                                                     | 26                                                          |
| 1064 | Week 26 | Sam Smith                                                   | Stay With Me                                                | 2                                                           |
| 1065 | Week 27 | Hozier                                                      | Take Me to Church                                           | 1(1wk)                                                      |
| 1066 | Week 28 | Kensington                                                  | All for Nothing                                             | 24                                                          |
| 1067 | Week 29 | Ed Sheeran                                                  | Don't                                                       | 13                                                          |
| 1068 | Week 30 | Kovacs                                                      | My Love                                                     | 33                                                          |
| 1069 | Week 31 | The Script                                                  | Superheroes                                                 | 6                                                           |
| 1070 | Week 32 | Mapei                                                       | Don't Wait                                                  | geen notering                                               |
| 1071 | Week 33 | Lucas Hamming                                               | Mojo Mischief                                               | geen notering                                               |
| 1072 | Week 34 | Kygo & Kyla La Grange                                       | Cut Your Teeth                                              | 19                                                          |
| 1073 | Week 35 | First Aid Kit                                               | My Silver Lining                                            | 36                                                          |
| 1074 | Week 36 | Ben Howard                                                  | I Forget Where We Were                                      | 30                                                          |
| 1075 | Week 37 | Mike Mago & Dragonette                                      | Outlines                                                    | 17                                                          |
| 1076 | Week 38 | U2                                                          | The Miracle (of Joey Ramone)                                | 37                                                          |
| 1077 | Week 39 | Troye Sivan                                                 | Happy Little Pill                                           | geen notering                                               |
|      | Week 40 | Geen 3FM Megahit in verband met de 90s Request-week         | Geen 3FM Megahit in verband met de 90s Request-week         | Geen 3FM Megahit in verband met de 90s Request-week         |
| 1078 | Week 41 | Mr. Probz                                                   | Nothing Really Matters                                      | 1(7wk)                                                      |
| 1079 | Week 42 | Damien Rice                                                 | I Don't Want to Change You                                  | 32                                                          |
| 1080 | Week 43 | Curtis Harding                                              | Keep on Shining                                             | geen notering                                               |
| 1081 | Week 44 | Bastille & Grades                                           | Torn Apart                                                  | 39                                                          |
| 1082 | Week 45 | Rondé                                                       | Run                                                         | 35                                                          |
| 1083 | Week 46 | Foo Fighters                                                | Congregation                                                | geen notering                                               |
| 1084 | Week 47 | Mark Ronson & Bruno Mars                                    | Uptown Funk                                                 | 2                                                           |
| 1085 | Week 48 | Racoon                                                      | Brick by Brick                                              | 19                                                          |
| 1086 | Week 49 | The Avener                                                  | Fade Out Lines                                              | 18                                                          |
| 1087 | Week 50 | Walk The Moon                                               | Shut Up and Dance                                           | 13                                                          |
| 1088 | Week 51 | Jacqueline Govaert                                          | Make More Sound                                             | 30                                                          |
| -    | Week 52 | Geen 3FM Megahit in verband met de 3FM Serious Request-week | Geen 3FM Megahit in verband met de 3FM Serious Request-week | Geen 3FM Megahit in verband met de 3FM Serious Request-week |

1993 · 
1994 ·
1995 · 
1996 ·
1997 ·
1998 ·
1999 ·
2000 ·
2001 ·
2002 ·
2003 ·
2004 ·
2005 ·
2006 ·
2007 ·
2008 ·
2009 ·
2010 ·
2011 ·
2012 ·
2013 ·
2014 ·
2015 ·
2016 ·
2017 ·
2018 ·
2019 ·
2020 ·
2021 ·
2022 ·
2023 ·
2024 ·
2025